# Erwin Böhme
Erwin Böhme (Holzminden, 1879. július 29. – Belgium, 1917. november 29.) német mérnök, pilóta és katona. Az első világháborúban a Német Birodalom pilótája volt, 24 győzelme ismert. Oswald Boelcke közeli barátja volt, azonban véletlenül ő is felelős volt Boelcke halálában. 1917-ben Belgium légterében lőtték le.